# Feel Well (singolo)
Feel Well (spesso scritto feel well) è un brano musicale di Megumi Hayashibara, scritto da Takahashi Go e dalla stessa Hayashibara, e pubblicato come singolo il 5 dicembre 2001 dalla Starchild Records. Il brano è stato incluso nell'album della Hayashibara feel well. Il singolo raggiunse l'undicesima posizione della classifica settimanale Oricon, e rimase in classifica per cinque settimane, vendendo 38 720 copie. Feel Well è stato utilizzato come tema musicale del film d'animazione anime Slayers Premium.

## Tracce
CD singolo KICM-3020
1. feel well – 4:39
2. Rumba Rumba (ルンバ・ルンバ?) – 4:09
3. Shiratori Yuri - "Anata wa Takogo" (あなたはたこご?) – 2:28
4. feel well (Off Vocal Version) – 4:39
5. Rumba Rumba (ルンバ・ルンバ?) (Off Vocal Version) – 4:09
6. Anata wa Takogo (あなたはたこご?) (Off Vocal Version) – 2:28

Durata totale: 22:32

## Classifiche
| Classifica (2001)                        | Posizione più alta |
| ---------------------------------------- | ------------------ |
| Giappone (Classifica settimanale Oricon) | 11                 |